# Formula 1 (jeu vidéo)
Vous lisez un « bon article » labellisé en 2015.
Pour les articles homonymes, voir Formula One.
Formula 1, également appelé Formula One, est un jeu vidéo de course de Formule 1 développé par Bizarre Creations et édité par Psygnosis sur PlayStation et Windows. Premier opus de la série Formula One, il est sorti sur console de salon en septembre 1996 en Europe et en Amérique du Nord, et en décembre 1996 au Japon, avant d'être réédité en 1997 en Europe dans la gamme Platinum, puis en 1998 aux États-Unis dans la gamme Greatest Hits. Le jeu est sorti sur PC en juin 1997.
Le jeu met en scène les écuries et les circuits du championnat du monde de Formule 1 1995 dans divers modes de jeu, dont l'arcade et le championnat, permettant au joueur d'affronter les pilotes de la saison 1995 ou de s'adonner au multijoueur, sur PlayStation seulement, en utilisant un câble link. Formula 1 inclut des commentaires dits par Philippe Alliot pour la version en français, Murray Walker pour la version en anglais et des morceaux tirés du répertoire des guitaristes américains Joe Satriani et Steve Vai.
À sa sortie, Formula 1 est bien accueilli par la presse spécialisée, qui salue la qualité des graphismes et la bonne prise en main des monoplaces. Les commentaires, outre ceux du commentateur britannique, laissent en revanche perplexe la critique, tout comme la fluidité du jeu sur PC, qui ne tire pas profit des cartes accélératrices 3D. Le jeu s'avère être un succès commercial dès sa sortie, donnant lieu à la publication de Formula 1 97 en septembre 1997.

## Trame
Formula 1, disposant de la licence de la Fédération internationale de l'automobile et de la Formula One Constructors Association, prend pour cadre le championnat du monde de Formule 1 1995. Le joueur peut ainsi incarner l'un des trente-cinq pilotes répartis dans les treize écuries ayant pris part à cette épreuve et disputer des courses sur les dix-sept circuits composant le championnat.
| Écuries            | Pilotes                                                                |
| ------------------ | ---------------------------------------------------------------------- |
| Benetton-Renault   | Michael Schumacher Johnny Herbert                                      |
| Tyrrell-Yamaha     | Ukyo Katayama Gabriele Tarquini Mika Salo                              |
| Williams-Renault   | Damon Hill David Coulthard                                             |
| McLaren-Mercedes   | Mark Blundell Nigel Mansell Mika Häkkinen Jan Magnussen                |
| Arrows-Hart        | Gianni Morbidelli Taki Inoue Max Papis                                 |
| Simtek-Ford        | Domenico Schiattarella Jos Verstappen                                  |
| Jordan-Peugeot     | Rubens Barrichello Eddie Irvine                                        |
| Pacific-Ford       | Bertrand Gachot Andrea Montermini Jean-Denis Delétraz Giovanni Lavaggi |
| Forti-Ford         | Pedro Diniz Roberto Moreno                                             |
| Minardi-Ford       | Pierluigi Martini Luca Badoer Pedro Lamy                               |
| Ligier-Mugen-Honda | Martin Brundle Olivier Panis Aguri Suzuki                              |
| Ferrari            | Jean Alesi Gerhard Berger                                              |
| Sauber-Ford        | Karl Wendlinger Heinz-Harald Frentzen Jean-Christophe Boullion         |

| Grand Prix                    | Lieu              |
| ----------------------------- | ----------------- |
| Grand Prix du Brésil          | Interlagos        |
| Grand Prix d'Argentine        | Buenos Aires      |
| Grand Prix de Saint-Marin     | Imola             |
| Grand Prix d'Espagne          | Barcelone         |
| Grand Prix de Monaco          | Monaco            |
| Grand Prix du Canada          | Montréal          |
| Grand Prix de France          | Magny-Cours       |
| Grand Prix de Grande-Bretagne | Silverstone       |
| Grand Prix d'Allemagne        | Hockenheim        |
| Grand Prix de Hongrie         | Hungaroring       |
| Grand Prix de Belgique        | Spa-Francorchamps |
| Grand Prix d'Italie           | Monza             |
| Grand Prix du Portugal        | Estoril           |
| Grand Prix d'Europe           | Nürburgring       |
| Grand Prix du Pacifique       | TI Aida           |
| Grand Prix du Japon           | Suzuka            |
| Grand Prix d'Australie        | Adélaïde          |

## Système de jeu

### Généralités
Les véhicules utilisés dans Formula 1 sont des monoplaces de Formule 1 que le joueur peut régler. En effet, il peut choisir une boîte de vitesses manuelle ou automatique, disposer de la direction et du freinage assistés et modifier la pression des ailerons, ce qui influe sur la vitesse de pointe, l'adhérence et la tenue de route de la voiture. Il est également possible de choisir la quantité de carburant embarquée dans la voiture, ce qui influe sur ses performances. De plus, il est possible de simuler des dégâts occasionnés et l'usure des pneumatiques, ainsi que d'utiliser une suralimentation permettant aux voitures lentes d'être aussi compétitives que des modèles plus rapides.
Le nombre de tours qui composent une course peut varier de trois tours à l'intégralité de la distance de course officielle, en fonction des réglages opérés par le joueur. Un week-end de Grand Prix peut se disputer sous une météo ensoleillée, pluvieuse ou variable : dans ce dernier cas, les conditions climatiques évoluent tout au long de l'épreuve. Enfin, le niveau de jeu varie entre un mode facile, moyen ou difficile.

### Modes de jeu
Formula 1 propose divers modes de jeu, qui peuvent être joués seul ou à deux pour la version PlayStation, à condition de disposer d'un câble link PlayStation. La version PC ne bénéficie pas d'un mode deux joueurs, bien que cela ait été initialement prévu,.
La course immédiate permet au joueur de disputer une course de type arcade, avec un circuit et un pilote prédéfini.
Dans le mode arcade, le joueur choisit un circuit et un pilote, dont la voiture est solide et facile à conduire. L'objectif est de remporter la course dans le temps imparti, du temps supplémentaire pouvant être obtenu en franchissant des points de contrôle.
Le mode Grand Prix propose des véhicules dont la vélocité des pilotes est fondée sur leurs performances lors du championnat du monde de Formule 1 1995. Les voitures sont moins solides et plus difficiles à conduire que dans le mode arcade. Le joueur peut effectuer des réglages sur sa voiture.
Le mode Grand Prix se décompose en plusieurs autres modes de jeu. Dans une course isolée, le joueur dispute une course unique lors de laquelle il doit terminer premier. À la fin de l'épreuve, il est possible de revoir la course ou de la recommencer. Le championnat permet de disputer jusqu'à dix-sept manches du championnat du monde, dans l'ordre ou non. Dans le mode gradation ou échelle, l'objectif est de battre en douze tours un concurrent défini portant un signe distinctif. Le joueur devant à terme gagner une course contre un pilote de chacune des douze écuries concurrentes à la sienne, l'adversaire devient de plus en plus rapide au fur et à mesure de la progression de celui-ci. Dans le mode Grand Prix, il est possible de choisir entre concourir contre l'ensemble des autres pilotes ou en duel contre un seul adversaire.

### Format de course
Un week-end de Grand Prix se compose d'une session d'entraînement, de qualifications et d'une course. Le joueur peut choisir de commencer l'épreuve par n'importe laquelle de ces étapes. Lors de l'entraînement, le joueur dispose d'un nombre illimité de tours afin de se familiariser avec le circuit et d'essayer différents réglages. Dans le mode Grand Prix, la séance de qualifications, indisponible en mode duel et course immédiate, offre douze tours afin d'obtenir la meilleure place possible sur la grille de départ, contre un seul tour dans le mode arcade. La pression des ailerons et la quantité de carburant embarquée choisies durant ces deux premières sessions sont conservées pour la course. Si le joueur décide de commencer l'épreuve directement par la course, alors il part de la dernière position. Quels que soient le mode de jeu et la partie du week-end de Grand Prix, il est possible d'effectuer des arrêts aux stands afin de réparer les ailerons avant et arrière et régler leur pression, changer les pneumatiques et faire le plein d'essence.

## Développement

### Conception

Logo américain du jeu Formula 1.

Le projet Formula 1 est lancé par le développeur Bizarre Creations au printemps 1995. L'équipe, dirigée par Martyn Chudley, compte sept programmeurs et cinq graphistes qui ont disposé d'informations techniques, d'infographies et des relevés télémétriques de l'écurie irlandaise Jordan Grand Prix. Cette dernière ainsi que les autres équipes de Formule 1 ont fourni des centaines d'heures de cassettes vidéo au studio britannique afin de travailler sur la modélisation des circuits. Cette étape a nécessité plus de cent heures de travail, tandis que la modélisation des monoplaces a nécessité neuf mois de labeur, d'autant plus que les écuries, en raison de l'enjeu du championnat du monde, ont été dans un premier temps réticentes à octroyer des informations à Bizarre Creations. Afin de modéliser fidèlement les circuits et les monoplaces, les graphistes procèdent dans un premier temps à la modélisation en 3D fil de fer, puis réalisent une représentation polygonale avant d'appliquer les textures de l'objet créé. Ainsi, les sponsors des écuries et les panneaux publicitaires des circuits sont également représentés, sauf les marques de tabac et de cigarettes, à la demande de Sony. Selon Chudley, le jeu développe 120 000 polygones par seconde. Afin de tester la maniabilité du jeu, notamment en ce qui concerne la direction et le freinage assistés, Bizarre Creations a convié des jeunes enfants : « Pour preuve, des enfants en bas âge ont fait des essais dans le studio, avec ou sans le volant. Malgré leur inexpérience, ils arrivaient à piloter la voiture de leur choix et à s'amuser »,,.

### Bande-son

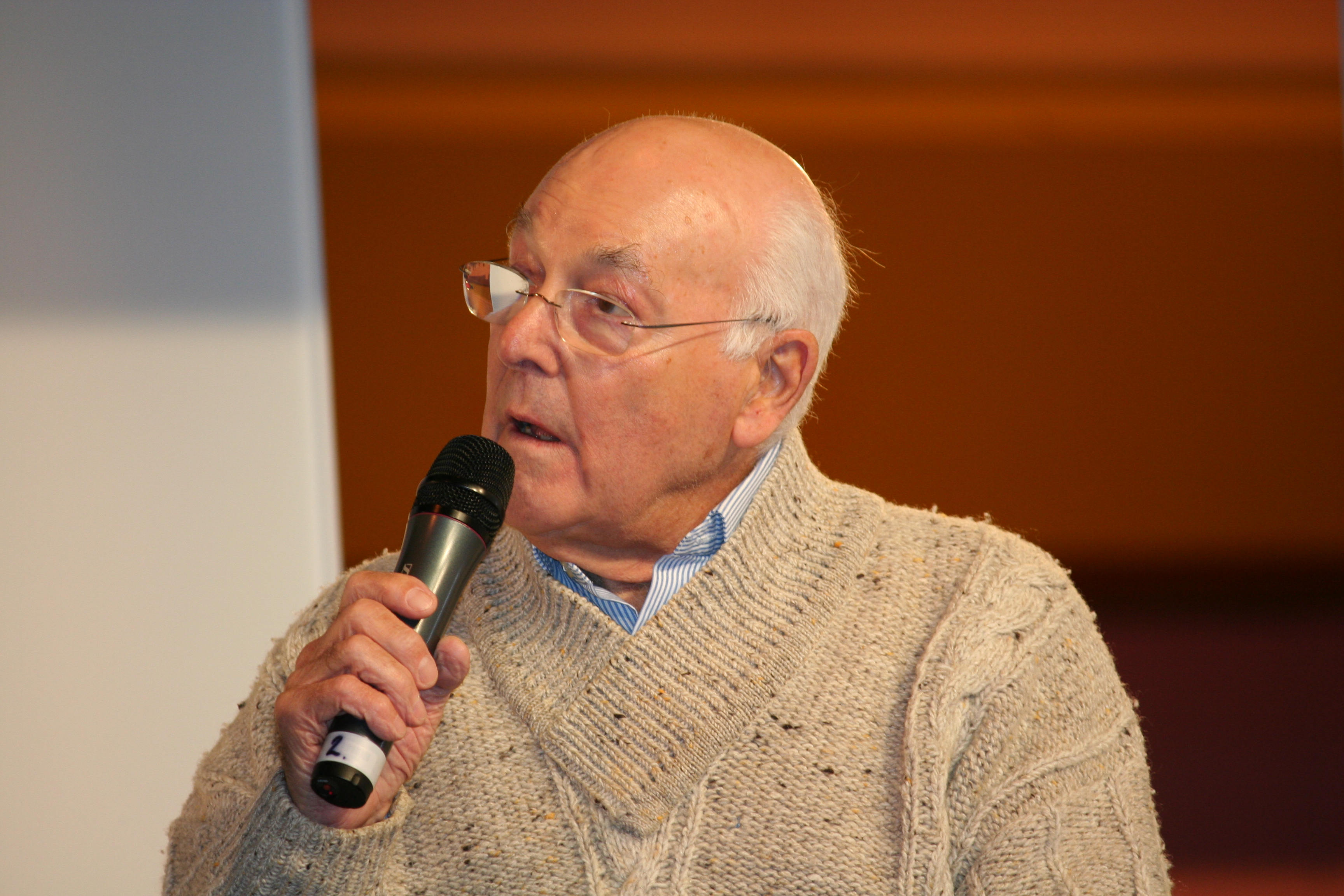
Murray Walker prête sa voix dans le jeu Formula 1.

La bande-son de Formula 1 est enregistrée en Dolby Digital. Les effets sonores du jeu, comme les bruits des stands et des gradins, sont réalisés à partir d'un enregistreur Digital Audio Tape attaché à un pilote de Formule 1,. Chaque voiture possède un bruit de moteur distinctif. Le jeu inclut des commentaires, dits pour la version anglaise par Murray Walker, le commentateur britannique des retransmissions de Grand Prix de Formule 1 ; par les anciens pilotes Philippe Alliot et Jochen Mass pour les versions française et allemande ; et par Carlos Riera et Luigi Chiappini pour les versions espagnole et italienne.
Parmi les douze titres musicaux que comporte Formula 1, deux sont interprétés par le guitariste américain Joe Satriani : Back to Shalla-Bal, extraite de l'album Flying in a Blue Dream sorti en 1989, et Summer Song, extraite de l'album The Extremist sorti en 1992. Un autre morceau, Juice, tiré de l’album Alien Love Secrets de 1995, est composé par le guitariste américain Steve Vai.

### Sortie
Initialement prévue pour le mois de juillet 1996, la version pour PlayStation de Formula 1 est publiée en Europe en septembre 1996, puis le 30 du même mois en Amérique du Nord, et le 13 décembre 1996 au Japon. Le jeu est réédité en 1997 en Europe dans la gamme Platinum, puis en mars 1998 en Amérique du Nord dans la gamme Greatest Hits,. La version pour PC du jeu est disponible en Europe et en Amérique du Nord depuis juin 1997. Une version pour Saturn, développée par Probe Entertainment, est abandonnée dans le courant de l'année 1997,.

## Accueil
Formula 1 connaît un grand succès commercial. En janvier 1997, la version PlayStation du jeu est écoulée à 700 000 exemplaires en Europe. En septembre de la même année, ce chiffre est porté à plus d'un million, dont 190 000 en France,.

### Critiques générales
La version PlayStation de Formula 1 est de manière générale saluée par la presse spécialisée. Le site américain GameSpot applaudit un produit « à l'apogée des jeux de course », estimant qu'il s'agit du meilleur jeu de Formule existant en raison du caractère précis de la simulation. IGN considère Formula 1 comme une « simulation de course solide et passionnante » car le jeu a mêlé un réalisme minutieux avec un système de jeu palpitant. Game Revolution compare le jeu avec Mario Andretti Racing, sorti en 1994 sur Mega Drive, et estime qu'il surpasse ce dernier en vertu de son réalisme. Le magazine francophone Consoles + fait l'éloge d'un « jeu très complet, riche en options et réalisé de main de maître », s'imposant comme « une référence en la matière ». Cet avis est partagé par Player One, qui déclare que Formula 1 est « indispensable pour les amateurs de vitesse et les autres », et par Consoles News, qui salue le travail de Psygnosis,. Enfin, le PlayStation Magazine évoque un « bijou » dont la réalisation technique et la « beauté » « feront craquer » les joueurs les moins indulgents, bien que le mensuel avoue qu'il ne s'agit pas d'une « simulation pure et dure ».
En revanche, la version PC du jeu laisse plus dubitative les critiques. Le mensuel francophone Joystick apprécie les graphismes et une animation sans reproches avec une carte 3D mais regrette sa faible durée de vie et sa facilité, estimant que Grand Prix 2, sorti en 1995, est un meilleur produit, notamment en raison de ses options et de son réalisme. PC Fun fait aussi une comparaison avec le jeu de MicroProse Software et ajoute que Formula 1 « ne procure pas au joueur les sensations espérées », regrettant une réalisation « peu travaillée » qui affaiblit la fluidité du jeu, en dépit des capacités des cartes 3D et malgré la beauté des graphismes soulignée par le magazine. Gen4 partage ce point, dénonçant un « laxisme de plus en plus évident des programmeurs », malgré un jeu beau, complet et jouable. Enfin, GameSpot estime que Formula 1 retient l'attention « pendant un certain temps puis devient lassant », jugeant qu'il n'a pas l'interactivité de IndyCar Racing II, sorti en 1995.

### Critiques des graphismes
Les graphismes de Formula 1 sur PlayStation sont plutôt bien accueillis par la presse spécialisée. GameSpot juge que ceux-ci ont des « problèmes de couture » et qu'il y a des « polygones abandonnés ». Le site américain IGN estime que les graphismes sont « le seul défaut » du jeu, considérant qu'ils sont de moins bonne qualité que ceux de Ridge Racer ou Mario Andretti Racing. La presse francophone est moins critique à ce sujet. En effet, PlayStation Magazine salue l'utilisation de la 3D texturée, argumentant que les circuits et les voitures sont « parfaits ». Consoles News fait l'éloge d'un jeu dont la 3D ne souffre « d'aucun ralentissement ni d'effet de clipping », tout en appréciant la réalisation des circuits conforme dans le détail à la réalité. Consoles + ajoute que l'animation est « fluide et rapide » tandis que Player One relève toutefois quelques clipping, bien que les voitures semblent « plus vraies que nature »,.
Toutefois, les avis sont plus partagés pour la version PC. Si GameSpot salue la qualité des graphismes, Gen4 dénonce le manque de fluidité du jeu malgré l'utilisation de cartes accélératrices 3D : l'animation est selon le magazine « saccadée » et la sensation de vitesse « laisse grandement à désirer »,. PC Fun salue « le plus beau des simulateurs de F1 à ce jour », mais rejoint l'avis de son confrère français concernant l'animation et la fluidité du jeu, considéré comme lent. Enfin, Joystick ajoute que les menus ne sont pas « jolis » mais que l'animation est pourtant fluide avec une configuration PC optimale. Le magazine salue entre autres le rendu « génial » des effets de projection d'eau des voitures sous la pluie, l'ombre de celles-ci et les pneus qui se salissent lorsque le joueur sort de la piste.

### Critiques dugameplay
Le système de jeu est lui aussi globalement apprécié par la presse spécialisée, en ce qui concerne la version PlayStation. Game Revolution trouve « amusant » de piloter sous la pluie tandis qu'IGN estime que la prise en main des monoplaces est délicate, notamment dans les virages,. GameSpot relève l'existence du mode Course immédiate, qui procure une « explosion d'adrénaline », alors que le mode deux joueurs est considéré comme un must. Le site salue enfin la possibilité d'utiliser un volant. Le magazine français Consoles + note que les monoplaces du mode arcade se pilotent « les yeux fermés ». Player One juge le mode arcade « très classique » et souligne que, bien que les temps soient « proches de la réalité », les écarts entre les concurrents sont irréalistes, argumentant que « le Schumacher du jeu fait un tête-à-queue par tour ». Le mensuel regrette également que le concurrent courant dans la même équipe que le joueur soit un adversaire à part entière et que les pilotes que le joueur dépasse pour lui prendre un tour ou non a « un comportement de battant ». Consoles News fait l'éloge d'un mode arcade parfait pour « débuter à jouer aux jeux vidéo en général » et de la compatibilité du volant.
Concernant la version PC du jeu, les avis sur le gameplay sont plus réservés. GameSpot juge que les réglages de la voiture, comme l'usure des pneus, la pression et le carburant, ont peu d'impact sur le jeu, notamment en ce qui concerne les dégâts occasionnés à la monoplace, qui sont « dérisoires » malgré un accident « catastrophique ». L'intelligence artificielle est également peu appréciée car elle agit comme si le joueur était « invisible ». Joystick constate que les voitures restent « littéralement scotchées au sol » lors des accidents, qui ne cassent presque pas celles-ci. Le magazine aurait aussi souhaité l'existence d'un effet d'aspiration, comme dans Grand Prix 2, afin d'améliorer le réalisme. PC Fun regrette qu'il soit impossible de créer sa propre écurie de Formule 1 et n'apprécie pas le temps limité en mode arcade, susceptible d'empêcher le joueur de terminer la course, appelant cela le « syndrome borne d'arcade ». Le magazine montre le manque de réalisme du jeu lors des carambolages où les voitures ne font ni de tonneaux, ni de bonds. Gen4 estime que Formula 1 s'adresse en priorité aux amateurs de jeux d'arcade et a une jouabilité « médiocre » avec un joystick ou un volant analogique, notamment lorsque le joueur doit quitter l'herbe après une sortie de piste.

### Critiques de la bande-son
Enfin, la bande-son est généralement saluée par la critique. Pour la version PlayStation, GameSpot apprécie un « son convenablement rauque » et les commentaires « légèrement nasillards et nerveux » de Murray Walker. Game Revolution partage ce point et ajoute que le commentateur britannique a fourni un large échantillon de ses remarques habituelles, permettant un « commentaire constant tout au long du jeu ». De plus, le site estime que les rappels du classement des pilotes lors de la course sont « bien utiles ». Consoles News estime que les commentaires de Philippe Alliot ont « un ton quelque peu footballistique mais pas dérangeant du tout » tandis que Consoles + souligne que « pour une fois dans un jeu de F1, la musique n'a pas été négligée » et que les moteurs rugissent « joliment »,.
Pour la version PC, GameSpot salue des commentaires « excitants lorsque votre voiture dépasse audacieusement véhicule après véhicule ». Gen4 ne partage pas cet avis et juge les commentaires « insupportables » en français, « supportables » en anglais et « imbitables » dans les autres langues. Joystick estime que ce sont des commentaires d'« amateur », qui ne sont jamais en phase avec l'action en course, mais apprécie des bruitages de qualité et égaux à ceux de Grand Prix 2.

## Postérité
En septembre 1997 sur PlayStation, puis en 1998 sur PC, Psygnosis et Bizarre Creations publient un nouvel opus, Formula 1 97, qui reprend les graphismes du premier volet de la série Formula One. La principale nouveauté est les chocs subis par les monoplaces, considérés comme plus réalistes et impressionnants. Malgré le succès critique et commercial de Formula 1 97, Psygnosis se sépare de Bizarre Creations et fait appel au studio écossais Visual Science pour concevoir Formula 1 98, qui propose de nouveaux graphismes. La série édite un nouveau jeu par an jusqu'à son interruption en 2006, Codemasters reprenant la licence en 2009 avec F1 2009,.

### Manuel d'utilisation
- Formula 1 : Manuel d'instructions, Sony Computer Entertainment, 1996

1. ↑  Formula 1 : Manuel d'instructions, p. 3.
2. ↑  Formula 1 : Manuel d'instructions, p. 10.
3. ↑  Formula 1 : Manuel d'instructions, p. 11.
4. 1 2 3  Formula 1 : Manuel d'instructions, p. 9.
5. ↑  Formula 1 : Manuel d'instructions, p. 10, 12.
6. ↑  Formula 1 : Manuel d'instructions, p. 12, 13.
7. ↑  Formula 1 : Manuel d'instructions, p. 17.

### Autres références
1. 1 2 3 4 5 6 7  « Formula 1 », Player One, no 67,‎ septembre 1996, p. 86 à 89.
2. 1 2 3 4 5 6  « Formula 1 World Championship », Consoles +, no 56,‎ juillet-août 1996, p. 124 à 127.
3. 1 2 3 4 5 6  « Formula One. Suite et F1 », GEN4, no 100,‎ juin 1997, p. 222 à 224.
4. 1 2  « Formula 1 : Jour J moins 60 », PlayStation Magazine, no 3,‎ mai-juin 1996, p. 70 à 72.
5. ↑  « Formula 1. Le podium de l'année », CD Consoles, no 19,‎ juillet-août 1996, p. 96 à 101.
6. ↑  (en) « Formula One World Championship », sur gamezero.com (consulté le 21 décembre 2014).
7. ↑  (en) « The incredible official F1 game ! », Computer and Video Games, no 177,‎ août 1996, p. 84 à 87.
8. ↑  « Un homme sous F1-fluence », PlayStation Magazine, no 3,‎ mai-juin 1996, p. 73.
9. ↑  (en) « Formula 1. Release data (PS) », sur gamefaqs.com (consulté le 22 décembre 2014).
10. ↑  (en) « Formula 1. Release data (PC) », sur gamefaqs.com (consulté le 22 décembre 2014).
11. ↑  (en) Rich Leadbetter, « Formula One Is Coming to Saturn! », Sega Saturn Magazine, no 21, Emap International Limited, juillet 1997, p. 15.
12. ↑  (en) « First the Bad News », Sega Saturn Magazine, no 22, Emap International Limited, août 1997, p. 11.
13. 1 2 3 4 5  « Formula 1 », Joystick, no 83,‎ juin 1997, p. 124 à 128.
14. 1 2 3 4  « Formula One », PC Fun, no 28,‎ juillet 1997, p. 138, 139.
15. 1 2 3 4 5  « Formula One », Consoles News, no 2,‎ juillet-août 1996, p. 62 à 65.
16. 1 2 3  « Formula One », PlayStation Magazine, no 4,‎ juillet 1996, p. 50, 51.
17. 1 2 3 4 5  (en) « Psygnosis' Formula 1 is a high-octane masterpiece », sur GameSpot, 1er décembre 1996 (consulté le 22 décembre 2014).
18. 1 2 3 4 5  (en) « Formula 1 sucks you in with mesmerizing graphics, holds your attention for awhile, and then becomes tedious », sur GameSpot, 22 août 1997 (consulté le 22 décembre 2014).
19. 1 2 3 4  (en) « The incredible depth of play in Formula 1 makes this racer stand out from the rest of the pack », sur uk.ign.com, 25 novembre 1996 (consulté le 22 décembre 2014).
20. 1 2 3 4  (en) « Formula ! Review », sur gamerevolution.com, 6 avril 2004 (consulté le 22 décembre 2014).
21. ↑  « Sony retourne sa veste... Psygnosis n'est plus à vendre ! », Consoles +, no 61,‎ janvier 1997, p. 64.
22. 1 2  « Formula One 97 », Consoles News, no 14,‎ septembre 1997, p. 98-101.
23. ↑  « Formula One 98 », Player One, no 91,‎ novembre 1998, p. 86,87.